# Feldespatoide

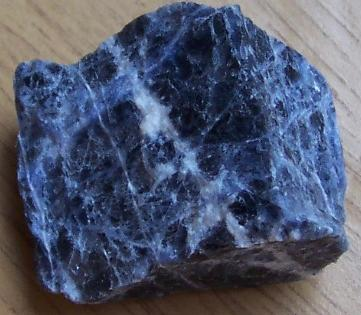
Mineral de sodalita, feldespatoide proveniente de un yacimiento brasileño.

Los feldespatoides son un grupo de tectosilicatos minerales parecidos a los feldespatos pero con una estructura diferente y aproximadamente un tercio menos de contenido de sílice; son silicatos anhídricos formados a partir de soluciones alcalinas. Se los encuentra en rocas ígneas, aunque son poco usuales.

## Formación y propiedades químicas
La cristalización de feldespatoides a partir del magma se produce cuando este no contiene suficiente silicio para formar junto con potasio, sodio y aluminio un feldespato, por ser la roca ígnea de composición básica o ultrabásica.
Tienden a mostrar cavidades estructurales mayores que los feldespatos, debido a sus enlaces tetraédricos de cuatro y seis miembros, distinguiéndose por su capacidad de contener aniones extraños, tales como Cl, CO3, o SO4.

## Clasificación y aplicaciones

### Simples
Son aquellos feldespatoides que presentan únicamente aniones siliciato, como son:
- Leucita: KAlSi2O6, utilizada como fuente de sales potásicas.
- Nefelina: (Na,K)AlSiO4, idealmente simple, aunque en la naturaleza siempre contiene algo de potasio. El principal uso es la explotación como material bruto en la industria del vidrio.
- Analcima

### Complejos
Son aquellos feldespatoides que incluyen aniones extraños además del silicato, como son:
- Cancrinita: (Na,Ca)7-8(Al6Si6O24) (CO3SO4)1,5-2·5H2O
- Hauyna: (Na,Ca)4-8Al6Si6(O,S)24(SO4,Cl)1-2
- Lazurita: (Na,Ca)7-8(Al,Si)12(O,S)24[(SO4),Cl2,(OH)2]
- Noseana: Na8Al6Si6O24SO4·H2O
- Petalita: LiAlSi4O10
- Sodalita: Na8Al6Si6O24Cl2